# منطقه ۶ شهرداری تبریز
شهر تبریز به ۱۰ منطقه شهرداری تقسیم شده است. منطقه ۶ شهرداری تبریز با مساحتی بالغ بر ۷۲٫۱۸ کیلومتر مربع جمعیتی در حدود ۱۰۸ هزار نفر در شمال غرب تبریز واقع شده است.

## تغییرات جمعیتی
منطقهٔ ۶ (شمال غرب) تبریز یکی از مناطق ده‌گانهٔ شهرداری تبریز است. تغییرات جمعیت این منطقه براساس سرشماری‌های اخیر مرکز آمار ایران به شرح زیر است:
| نام منطقه                                       | جمعیت (۱۳۸۵) | جمعیت (۱۳۹۰) | جمعیت (۱۳۹۵) |
| ----------------------------------------------- | ------------ | ------------ | ------------ |
| منطقهٔ ۶ (شمال غرب) تبریز                        | ۲۴٬۶۲۷       | ۹۴٬۸۹۷       | ۹۸٬۹۱۰       |
| آناخاتون (الحاق به منطقهٔ ۶ تبریز در سال ۱۳۹۷)   | ۲٬۰۵۲        | ۶٬۸۱۲        | ۸٬۲۸۸        |
| الوار علیا (الحاق به منطقهٔ ۶ تبریز در سال ۱۳۹۷) | ۱٬۳۰۹        | ۱٬۱۴۲        | ۱٬۷۶۱        |

## محله‌های منطقه ۶ تبریز
محله‌های اصلی شمال غرب تبریز (منطقهٔ ۶) عبارتند از:
1. آناخاتون
2. الوار علیا
3. خانه‌های سازمانی نیروی هوایی
4. خطیب
5. شنب غازان (شام غازان)
6. شهرک امام خمینی (خانه‌سازی)
7. شهرک راه‌آهن
8. قراملک
9. قره‌لر باغی
10. شهرک شهید صیاد شیرازی

## ادارات و سازمان‌ها
ادارات و سازمان‌های دولتی واقع در شمال غرب تبریز (منطقهٔ ۶) عبارتند از:
1. ادارهٔ کل آموزش فنی و حرفه‌ای استان
2. ادارهٔ کل پشتیبانی امور دام استان
3. ادارهٔ کل راه و ترابری استان
4. ادارهٔ کل راه‌آهن آذربایجان
5. ادارهٔ کل فرودگاه‌های استان
6. ادارهٔ کل گمرکات استان
7. شهرداری منطقهٔ ۶

## جغرافیا
شهرداری منطقهٔ شش تبریز، قسمت بزرگی از نواحی شمال‌غربی شهر تبریز را دربرمی‌گیرد. محدودهٔ حوزهٔ استحفاظی این منطقه از سمت شمال از میدان شهید بابایی تا شهرک شهید صیاد شیرازی ادامه می‌یابد و فرودگاه بین‌المللی شهید مدنی تبریز و پایگاه دوم شکاری شهید فکوری را شامل می‌شود. از سمت جنوب به بزرگراه شهید بابایی و باغات محلهٔ حکم‌آباد منتهی می‌شود. از سمت غرب به بزرگراه کارگر و سرحد غربی شهرداری منطقهٔ چهار ختم می‌شود و از سمت شرق نیز از جادهٔ روستای مایان و سه‌راهی مرند تا میدان راه‌آهن را شامل می‌شود. محلهٔ تاریخی شنب غازان، محلهٔ تاریخی قراملک، شهرک راه‌آهن، شهرک شهید بهشتی (خانه‌های سازمانی شرکت ماشین‌سازی تبریز) در این منطقه قرار گرفته‌اند.

## شهرداری
ساختمان شهرداری منطقهٔ شش تبریز، در ضلع شرقی بزرگراه کارگر واقع شده است. شمار پرسنل این شهرداری در سال ۱۳۸۶ خورشیدی، ۱۰۶ نفر بوده است.